# Rainer Schüttler
Rainer Schüttler (ur. 25 kwietnia 1976 w Korbach) – niemiecki tenisista, srebrny medalista igrzysk olimpijskich w Atenach (2004) w grze podwójnej, reprezentant w Pucharze Davisa.

## Kariera tenisowa
Występował jako tenisista zawodowy od 1995 roku do 2012 roku. Jego pierwszym znaczącym sukcesem było wygranie turnieju rangi ATP World Tour w Ad-Dausze na początku sezonu 1999, gdzie w drodze po końcowy sukces pokonał m.in. Gorana Ivaniševicia i Tima Henmana. Rok później dotarł w Ad-Dausze do finału, ale musiał w nim uznać wyższość Fabrica Santoro.
W 2001 roku Niemiec wygrał singlowy turniej w Szanghaju, gdzie w finale pokonał Szwajcara Michela Kratochvila oraz deblowe zawody w Stuttgarcie. Partnerem deblowym Schüttlera był wówczas Guillermo Cañas. Ponadto awansował do finałów singlowych rozgrywek w Hongkongu (porażka z Marcelo Ríosem) oraz Petersburgu (porażka z Maratem Safinem).
Sezon 2002 Niemiec zakończył z jednym singlowym finałem, na ziemnych kortach w Monachium, gdzie w meczu finałowym nie sprostał Junusowi al-Ajnawiemu. Na początku 2003 roku dotarł do finału turnieju wielkoszlemowego, Australian Open. Odniósł w Melbourne Park kilka znaczących zwycięstw, pokonując m.in. Richarda Krajicka, Davida Nalbandiana i w półfinale Andy’ego Roddicka. W finale uległ Andre Agassiemu w trzech setach. Do końca sezonu triumfował w Lyonie, po zwycięstwie w finale nad Arnaudem Clémentem oraz Tokio, gdzie wygrał spotkanie finałowe z Sébastienem Grosjeanem. Ponadto zagrał w finale gry pojedynczej w Costa do Sauipe (porażka ze Sjengiem Schalkenem) oraz gry podwójnej, razem z Michaelem Kohlmannem, w Petersburgu. Na koniec sezonu zakwalifikował się do turnieju Tennis Masters Cup, gdzie osiągnął półfinał, w którym po raz kolejny w sezonie uległ Agassiemu.
W kwietniu 2004 roku Niemiec awansował do finału singla rozgrywek ATP Masters Series w Monte Carlo, eliminując po drodze m.in. Lleytona Hewitta oraz Carlosa Moyę; w finale został pokonany przez Guillermo Corię. We wrześniu, razem z Nicolasem Kieferem, zdobył srebrny medal podczas igrzysk olimpijskich w Atenach. Niemiecka para pokonała m.in. hinduski debel rozstawiony z nr 5. – Mahesh Bhupathi-Leander Paes, jednak w finale przegrała z duetem Fernando González-Nicolás Massú nie wykorzystując czterech piłek meczowych.
Kolejny deblowy finał Schüttler rozegrał w lipcu 2005 roku w Gstaad, będąc w parze z Michaelem Kohlmannem, jednak finałowe spotkanie przegrał z Czechami Františkiem Čermákiem i Leošem Friedlem. W 2006 roku zawodnik niemiecki doszedł ponownie z Kohlmannem, do finału turnieju w Halle, jednak nie sprostał zespołowi Fabrice Santoro-Nenad Zimonjić. W lutym 2007 roku, tym razem już z Chrisem Haggardem, osiągnął finał debla w San José, lecz został pokonany przez Erica Butoraca i Jamiego Murraya.
Rok 2008 Schüttler ukończył z dwoma wygranymi turniejami w grze podwójnej, w Houston, w parze z Ernestsem Gulbisem oraz Monachium wspólnie z Michaelem Berrerem. Ponadto w czerwcu doszedł do półfinału Wimbledonu w grze pojedynczej, eliminując m.in. Jamesa Blake’a; przegrał z Rafaelem Nadalem.
Od roku 1998 reprezentował Niemcy w Pucharze Davisa, rozgrywając łącznie dla zespołu 15 pojedynków singlowych, z których 9 wygrał, z kolei w deblu zanotował 3 porażki.
Schüttler posiadał opinię gracza mało błyskotliwego, ale imponującego przygotowaniem fizycznym i szybkością. Najwyżej sklasyfikowany w rankingu singlistów był na 5. miejscu pod koniec kwietnia 2004 roku, natomiast w zestawieniu deblistów w lipcu 2005 roku zajmował 40. pozycję.

### Finały w turniejach ATP World Tour
| Legenda                                      |
| -------------------------------------------- |
| Wielki Szlem                                 |
| Igrzyska olimpijskie                         |
| Tennis Masters Cup / ATP Finals              |
| ATP Masters Series / ATP Tour Masters 1000   |
| ATP International Series Gold / ATP Tour 500 |
| ATP International Series / ATP Tour 250      |

#### Gra pojedyncza (4–8)
| Końcowy wynik | Nr | Data                 | Turniej                    | Nawierzchnia    | Przeciwnik         | Wynik finału        |
| ------------- | -- | -------------------- | -------------------------- | --------------- | ------------------ | ------------------- |
| Zwycięzca     | 1. | 10 stycznia 1999     | Doha                       | Twarda          | Tim Henman         | 6:4, 5:7, 6:1       |
| Finalista     | 1. | 11 kwietnia 1999     | Ćennaj                     | Twarda          | Byron Black        | 4:6, 6:1, 3:6       |
| Finalista     | 2. | 9 stycznia 2000      | Doha                       | Twarda          | Fabrice Santoro    | 6:3, 5:7, 0:3 krecz |
| Zwycięzca     | 2. | 23 września 2001     | Szanghaj                   | Twarda          | Michel Kratochvil  | 6:3, 6:4            |
| Finalista     | 3. | 30 września 2001     | Hongkong                   | Twarda          | Marcelo Ríos       | 6:7(3), 2:6         |
| Finalista     | 4. | 28 października 2001 | Petersburg                 | Twarda (hala)   | Marat Safin        | 6:3, 3:6, 3:6       |
| Finalista     | 5. | 5 maja 2002          | Monachium                  | Ceglana         | Junus al-Ajnawi    | 4:6, 4:6            |
| Finalista     | 6. | 26 stycznia 2003     | Australian Open, Melbourne | Twarda          | Andre Agassi       | 2:6, 2:6, 1:6       |
| Finalista     | 7. | 14 września 2003     | Costa do Sauípe            | Twarda          | Sjeng Schalken     | 2:6, 4:6            |
| Zwycięzca     | 3. | 5 października 2003  | Tokio                      | Twarda          | Sébastien Grosjean | 7:6(5), 6:2         |
| Zwycięzca     | 4. | 12 października 2003 | Lyon                       | Dywanowa (hala) | Arnaud Clément     | 7:5, 6:3            |
| Finalista     | 8. | 25 kwietnia 2004     | Monte Carlo                | Ceglana         | Guillermo Coria    | 2:6, 1:6, 3:6       |

#### Gra podwójna (4–5)
| Końcowy wynik | Nr | Data                 | Turniej    | Nawierzchnia  | Partner          | Przeciwnicy                     | Wynik finału               |
| ------------- | -- | -------------------- | ---------- | ------------- | ---------------- | ------------------------------- | -------------------------- |
| Zwycięzca     | 1. | 22 lipca 2001        | Stuttgart  | Ceglana       | Guillermo Cañas  | Michael Hill Jeff Tarango       | 4:6, 7:6(1), 6:4           |
| Finalista     | 1. | 26 października 2003 | Petersburg | Twarda (hala) | Michael Kohlmann | Julian Knowle Nenad Zimonjić    | 6:7(1), 3:6                |
| Zwycięzca     | 2. | 9 stycznia 2005      | Ćennaj     | Twarda        | Lu Yen-hsun      | Mahesh Bhupathi Jonas Björkman  | 7:5, 4:6, 7:6(4)           |
| Finalista     | 2. | 22 sierpnia 2004     | Ateny      | Twarda        | Nicolas Kiefer   | Fernando González Nicolás Massú | 2:6, 6:4, 6:3, 6:7(7), 4:6 |
| Finalista     | 3. | 10 lipca 2005        | Gstaad     | Ceglana       | Michael Kohlmann | František Čermák Leoš Friedl    | 6:7(6), 6:7(11)            |
| Finalista     | 4. | 18 czerwca 2006      | Halle      | Trawiasta     | Michael Kohlmann | Fabrice Santoro Nenad Zimonjić  | 0:6, 4:6                   |
| Finalista     | 5. | 18 lutego 2007       | San José   | Twarda (hala) | Chris Haggard    | Eric Butorac Jamie Murray       | 5:7, 6:7(6)                |
| Zwycięzca     | 3. | 20 kwietnia 2008     | Houston    | Ceglana       | Ernests Gulbis   | Pablo Cuevas Marcel Granollers  | 7:5, 7:6(3)                |
| Zwycięzca     | 4. | 4 maja 2008          | Monachium  | Ceglana       | Michael Berrer   | Scott Lipsky David Martin       | 7:5, 3:6, 10–8             |

### Starty wielkoszlemowe (gra pojedyncza)
| Turniej         | 1998 | 1999 | 2000 | 2001 | 2002 | 2003 | 2004 | 2005 | 2006 | 2007 | 2008 | 2009 | 2010 | 2011 | 2012 | Wygrane turnieje | Bilans w turnieju |
| --------------- | ---- | ---- | ---- | ---- | ---- | ---- | ---- | ---- | ---- | ---- | ---- | ---- | ---- | ---- | ---- | ---------------- | ----------------- |
| Australian Open | –    | 1R   | 2R   | 4R   | 3R   | F    | 1R   | 2R   | 1R   | 1R   | 2R   | 1R   | 2R   | 1R   | –    | 0 / 13           | 15–13             |
| French Open     | –    | 1R   | 1R   | 1R   | 2R   | 4R   | 1R   | 1R   | 1R   | –    | 1R   | 1R   | 1R   | 1R   | –    | 0 / 12           | 4–12              |
| Wimbledon       | 1R   | 2R   | 3R   | 2R   | 3R   | 4R   | 3R   | 1R   | 1R   | –    | SF   | 2R   | 2R   | 2R   | –    | 0 / 13           | 19–13             |
| US Open         | –    | 1R   | 3R   | 2R   | 1R   | 4R   | 1R   | 2R   | 1R   | 1R   | 1R   | 1R   | 1R   | –    | –    | 0 / 12           | 7–12              |
| Bilans spotkań  | 0–1  | 1–4  | 5–4  | 5–4  | 5–4  | 15–4 | 2–4  | 2–4  | 0–4  | 0–2  | 6–4  | 1–4  | 2–4  | 1–3  | 0–0  | N/A              | 45–50             |